# Da li je umro dobar čovjek (1962.)
Da li je umro dobar čovjek, hrvatski dugometražni film iz 1962. godine.